# Władysław Chodasiewicz
Władysław Felicjanowicz Chodasiewicz (ros. Владислав Фелицианович Ходасевич; ur. 16 maja?/28 maja 1886 w Moskwie, Imperium Rosyjskie – zm. 14 czerwca 1939 w Paryżu, Francja) – rosyjski poeta i krytyk literacki, nazywany najlepszym poetą rosyjskiego „srebrnego wieku”.

## Życiorys
Matka poety, Zofia Jakowlewna, była córką znanego żydowskiego literata Jakowa Aleksandrowicza Brafmana (1824-1879), który w 1858 roku przeszedł na prawosławie. Ojciec Felicjan Chodasiewicz, syn uczestnika powstania listopadowego, artysta malarz, pochodził z Nowogródka, studiował w Petersburskiej Akademii Sztuk Pięknych, po powrocie do Wilna malował freski w jednym z wileńskich kościołów. Ze względów ekonomicznych rodzina przeniosła się po powstaniu styczniowym do Moskwy, gdzie ojciec poety został pierwszym przedstawicielem firmy Kodak.
W Moskwie kolegą Chodasiewicza z klasy Trzeciego Moskiewskiego Gimnazjum był Aleksander Jakowlewicz Briusow, brat poety Walerija Briusowa. Po zakończeniu gimnazjum Chodasiewicz wstąpił na Uniwersytet Moskiewski – najpierw na wydział prawa, potem na historyczno-filologiczny. W 1905 roku żeni się z Mariną Erastowną Ryndiną. Małżeństwo było nieudane – już w końcu 1907 roku rozstali się. Część wierszy z pierwszego tomu wierszy Chodasiewicza Młodość (1908) poświęcona jest Ryndinie. Kolejna książka Chodasiewicza wyszła w 1914 roku i nosiła tytuł Szczęśliwy domek. W ciągu sześciu lat Chodasiewicz został zawodowym literatem, zarabiającym na życie przekładami, recenzjami i felietonami.
Jako student i początkujący poeta bierze żywy udział w moskiewskim życiu literackim, obracając się w kręgu Walerija Briusowa. Był to bogaty w talenty okres rosyjskiego życia kulturalnego: Andriej Bieły i Briusow w poezji, Stanisławski w teatrze, Aleksandr Benois w malarstwie, Rachmaninow w muzyce, uczestniczyli w postępowym ruchu, który zaczął się wtedy w Rosji i miał swoje odpowiedniki w życiu gospodarczym i społecznym, w filozofii i technice. Między 1905 a 1917 rokiem Chodasiewicz zdążył dorosnąć, jego gusta okrzepły, jego idee twórcze dojrzały. W okres upadku Rosji wkroczył, jako człowiek ukształtowany.

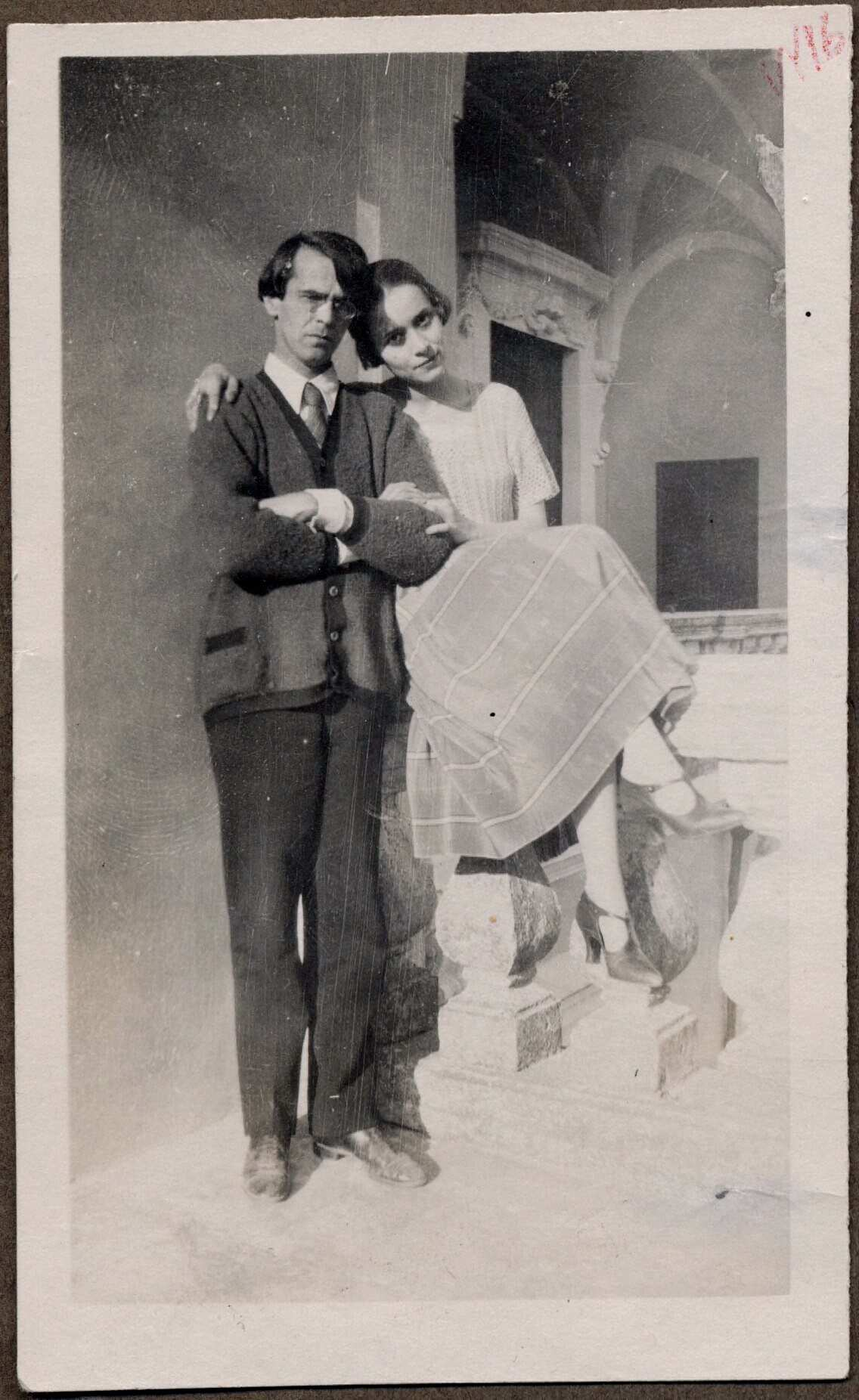
Chodasiewicz z ówczesną żoną Niną Berberową w Sorento, rok 1924

W 1917 roku Chodasiewicz z entuzjazmem przyjmuje rewolucję lutową i z początku godzi się współpracować z bolszewikami po rewolucji październikowej. W 1920 roku wydaje zbiór Drogą ziarna. W czasie rewolucji mieszka w Piotrogrodzie, w Domu Sztuk, będącym rodzajem artystycznej komuny. Żeni się z poznaną tam poetką Niną Berberową i – aby ocaleć – decydują się 22 czerwca 1922 roku porzucić Rosję i przez Rygę wyjeżdżają do Berlina. W tym samym roku wydaje tom Ciężka lira. Przez następne trzy lata Chodasiewicz i Berberowa mieszkają w czterdziestu dwóch mieszkaniach, w różnych miastach Europy, przed zamieszkaniem w Paryżu w 1925 roku. W okresie tułaczki, znacznej pomocy udzielił im Maksim Gorki żyjący w tym czasie w Sorento i wspomagający rosyjskich pisarzy-emigrantów. W roku 1932 Chodasiewicz rozwiódł się z Berberową, ale aż do jego śmierci zostali przyjaciółmi. Ożenił się z Olgą Margolin, Żydówką, wysłaną później przez Francuzów na śmierć do Auschwitz w 1942.
Po przyjeździe do Paryża Chodasiewicz wydaje cykl Europejska noc. Sytuacja Chodasiewicza na emigracji była ciężka – szczególnie po tym, kiedy w 1926 roku przestaje drukować w gazecie „Najnowsze wiadomości” («Последние новости» (ros.)). W latach trzydziestych Chodasiewicz rozczarowany jest zarówno literaturą, jak i społeczno-politycznym życiem emigracji, ale odmawia również powrotu do ZSRR.

## Twórczość
Debiutował w 1905 krytyką literacką. Wkrótce wydał kilka zbiorów wierszy, m.in. Mołodost’ (1908). Od 1914 opublikował szereg studiów o twórczości Puszkina. Podsumowaniem tej pracy był zbiór esejów O Puszkinie (1937). Dalsze zbiory obejmujące lirykę intelektualną: Putiom zierna (1920), Tiażołaja lira (1922). Twórczość poetycka Chodasiewicza zyskała wysoką ocenę, nazwano go najlepszym poetą „srebrnego wieku”. W Paryżu swoje wiersze zebrane (Sobranije stichow 1927), do których włączył słynny cykl katastroficzny Jewropiejskaja nocz. Od 1927 główny krytyk czasopism emigracyjnych Wozrożdienije i Sowriemiennyje zapiski. Opublikował na emigracji prace krytycznoliterackie (m.in. Dierżawin, Paryż 1931, wydanie rosyjskie 1988) oraz prozę wspomnieniową (np. Nekropol Bruksela 1939). Dużo uwagi poświęcił Gorkiemu, z którym, mimo iż wiele mu zawdzięczał, ich drogi się rozeszły, po decyzji Gorkiego o powrocie do Rosji. Pisał o Bułhakowie, Jesieninie, Stanisławskim, esej Krwawa uczta poświęcił zbiorowym, dramatycznym losom swoich współczesnych artystów. Pełne wydanie wierszy Chodasiewicza ukazało się w Rosji dopiero w 1991 roku. Obecnie twórczość autora jest przywracana rosyjskiemu czytelnikowi.
Wychował się w rodzinie pielęgnującej polską tradycję. Chodasiewiczowie byli daleko spokrewnieni z Mickiewiczami. Tłumaczył na rosyjski wiersze Mickiewicza, analizował jego twórczość. W czwartym tomie „Dzieł zebranych” Chodasiewicza, wydanym w Moskwie w 1997 roku, znajduje się list do Michaiła Gerszenzona, historyka literatury i myśli społecznej, z 17 grudnia 1924, w którym Chodasiewicz pisze: „Ostatnio zajmujemy się tym, że tłumaczę [Bereberowej], po linijce, Słowackiego i Mickiewicza”. Przełożył na język rosyjski Chłopów Reymonta, Irydiona Krasińskiego, Janosika Nędzę Litmanowskiego Tetmajera i Adama Drzazgę Przybyszewskiego.
Wiersze Władysława Chodasiewicza tłumaczyli na język polski: Zbigniew Dmitroca, Paweł Hertz i Wiktor Woroszylski. Wybór jego poezji Powrót Orfeusza ukazał się po raz pierwszy w 2016 jako 10 tom serii Biblioteka Zapomnianych Poetów wydawanej przez lubelskie Wydawnictwo Ośrodka Brama Grodzka-Teatr NN

## Ciekawostki
Mimo wysokiej oceny wśród rosyjskich literaturoznawców, Chodasiewicz był w Polsce mało znany. Do popularyzacji jego osoby przyczynił się Zbigniew Herbert, który w tomie wierszy Rovigo opublikował wiersz Chodasiewicz. Według powszechnego przekonania wiersz był zakamuflowaną krytyką poglądów i niektórych, nieakceptowanych przez Herberta, zachowań Czesława Miłosza. Miłosza z Chodasiewiczem łączył jedynie fakt, że obaj byli emigrantami oraz uznanymi w swoich krajach wybitnymi poetami. Jesienią 2001 roku, na łamach dodatku Plus Minus do dziennika Rzeczpospolita, Anna Frajlich opublikowała tekst, w którym poddała wiersz analizie, wykazującej, że tytułowy Chodasiewicz nie ma z Władysławem Chodasiewiczem – rosyjskim poetą-emigrantem – praktycznie nic wspólnego. W dyskusji zabrali też głos Piotr Mitzner oraz Rafał Żebrowski. Dyskusja zatoczyła później szersze kręgi, całkiem już z realnym Chodasiewiczem niezwiązane, ale skutecznie wzbudzające zainteresowanie „czytającej publiczności” osobą poety.

## Wybrana twórczość[23]
| - 1908 – Mołodost' (ros. Молодость) - 1914 – Sczastliwyj domik (ros. Счастливый домик) - 1918 – Iz jewriejskich poetow (ros. Из еврейских поэтов) - 1920 – Putiom zierna (ros. Путём зерна) - 1920-1922 – Tiażołaja lira (ros. Тяжёлая лира) - 1927 – Jewropiejskaja nocz (ros. Европейская ночь) - 1904 – Nieudaczniki (ros. Неудачники) - 1906 – Fiodor Sołogub. Tiażełyje sny (ros. Федор Сологуб. Тяжелые сны) - 1907 – O poslednich knigach K. Balmonta (ros. О последних книгах К. Бальмонта) - 1908 – Grafinia Je.P. Rostopczina (ros. Графиня Е.П. Ростопчина) - 1912: - Nadson (ros. Надсон) - Igor’ Siewierianin (ros. Игорь Северянин) - 1913 – Stichi Niełli (ros. Стихи Нелли) - 1914: - Fragmienty o Lermontowie (ros. Фрагменты о Лермонтове) - „Juvenilia” Briusowa (ros. „Juvenilia” Брюсова) - Russkaja poezija (ros. Русская поэзия) - Igor’ Siewierianin i futurizm (ros. Игорь Северянин и футуризм) - Anna Achmatowa. Czotki (ros. Анна Ахматова. Четки) - 1915: - Je. Guro. Niebiesnyje wierblużata (ros. Е. Гуро. Небесные верблюжата) - Obmanutyje nadieżdy (ros. Обманутые надежды) - 1916: - O nowych stichach (ros. О новых стихах) - Kniga o Fietie (ros. Книга о Фете) - Sofija Parnok. Stichotworienija (ros. София Парнок. Стихотворения) - Pamiati Emila Wiercharna (ros. Памяти Эмиля Верхарна) - 1918: - O zawtraszniej poezii (ros. О завтрашней поэзии) - Biessławnaja sława (ros. Бесславная слава) - 1921 – Ob Annienskom (ros. Об Анненском) - 1922 – O. Mandielsztam. Tristia (ros. О. Мандельштам. Tristia) - 1923 – M. Cwietajewa. Riemiesło. Psichieja. Romantika (ros. М. Цветаева. Ремесло. Психея. Романтика) - 1925: - Zamietki o stichach (ros. Заметки о стихах) - Z.N. Gippius, „Żywyje lica” (ros. З.Н. Гиппиус, „Живые лица”) - Proletarskije poety (ros. Пролетарские поэты) - 1927 – Diekoltirowannaja łoszad' (ros. Декольтированная лошадь) - 1928: - O Jesieninie (ros. О Есенине) - O simwolizmie (ros. О символизме) - O Tiutczewie (ros. О Тютчеве) - „Szczastliwyj Biaziemskij” (ros. „Щастливый Вяземский”) - 1929 – O poezii Bunina (ros. О поэзии Бунина) - 1930: - Skuczajuszczije poety (ros. Скучающие поэты) - O powiesti I. Łukasza „Graf Kaliostro” (ros. О повести И. Лукаша „Граф Калиостро”) - 1931: - Poezija Igata Lebiadkina (ros. Поэзия Игната Лебядкина) - „Żenskije” stichi (ros. „Женские” стихи) - „Woskowaja piersona” (ros. „Восковая персона”) - Ni sny, ni jaw' (ros. Ни сны, ни явь) | - 1932: - Erotopaegnia (ros. Erotopaegnia) - „Junkiera” (ros. „Юнкера”) - W. Ropszyn (B. Sawinkow). Kniga stichow (ros. В. Ропшин (Б. Савинков). Книга стихов) - „Dostojewskicj za ruletkoj” (ros. „Достоевский за рулеткой”) - O formie i sodierżanii (ros. О форме и содержании) - Podwig (ros. Подвиг) - Ni sny, ni jaw' (ros. Ни сны, ни явь) - 1933: - Naucznyj kamuflaż. – Sowietskij Dierżawin. – Gor’kij o poezii (ros. Научный камуфляж. – Советский Державин. – Горький о поэзии) - O Buninie (ros. О Бунине) - 1934: - Andriej Biełyj (ros. Андрей Белый) - Pamiati Gogola (ros. Памяти Гоголя) - „Naczało wieka” (ros. „Начало века”) - Bunin, sobranije soczinienij (ros. Бунин, собрание сочинений) - 1935 – O smierti Popławskogo (ros. О смерти Поплавского) - 1936: - Pieried koncom (ros. Перед концом) - „Wjuga” (ros. „Вьюга”) - O Jesieninie (ros. О Есенине) - Dwa poeta (ros. Два поэта) - 1937 – „Oswobożdienije Tołstogo(ros. „Освобождение Толстого”) - 1938 – Teatr Stanisławskiego (ros. Театр Станиславского) - 1914-1938 – O Puszkinie (ros. О Пушкине) – zbiór ok. 80 artykułów - 1939: - Litieraturnaja kritika 1922-1939 (ros. Литературная критика 1922-1939) – zbiór artykułów - Kazaki (ros. „Казаки”) - Bogdanowicz (ros. Богданович) - 1912 – Moskowskij litieraturno-chudożestwiennyj krużok (ros. Московский литературно-художественный кружок) - 1922 – Zapisnaja kniżka (ros. Записная книжка) - 1923 – O Bialikie (ros. О Бялике) - 1924 – O Czernichowskom (ros. О Черниховском) - 1925: - Pamiati B.A. Sadowskogo (ros. Памяти Б.А. Садовского) - Wiktor Wiktorowicz Gofman (ros. Виктор Викторович Гофман) - 1934 – Bialik (ros. Бялик) - 1936 – Niekropol (ros. Некрополь) - 1938 – Wospominanija o Gor’kom (ros. Воспоминания о Горьком) - 1939: - Biełyj koridor (ros. Белый коридор) - O siebie (ros. О себе) - Kamier-fur’jerskij żurnał (ros. Камер-фурьерский журнал) - 1940 – O sowriemiennikach (ros. О современниках) - 1912 – Pis’ma K.F. Niekrasowu (ros. Письма К.Ф. Некрасову) - 1920 – Pis’ma B.A. Sadowskomu (ros. Письма Б.А. Садовскому) - 1924 – Pis’mo k Biacz. Iwanowu (ros. Письмо к Вяч. Иванову) - 1927 – Iz pieriepiski W.F. Chodasiewicza s Mierieżkowskimi (ros. Из переписки В.Ф. Ходасевича с Мережковскими) - 1928 – Pis’ma Ju.I. Ajchenwaldu (ros. Письма Ю.И. Айхенвалъду) - 1932 – Pis’ma k A. Amfiteatrowu (ros. Письма к А. Амфитеатрову) - 1936 – Pis’ma k W.Ja. Irieckomu (ros. Письма к В.Я. Ирецкому) - 1939 – Izbrannyje pis’ma (ros. Избранные письма) - 1916 – Dierżawin (ros. Державин) – proza biograficzna - 1936 – Proza (ros. Проза) |  |